# Ejército Nacional de Cuba
L'Esercito Nazionale di Cuba (in spagnolo: Ejército Nacional de Cuba) dal 1935 conosciuto come Esercito Costituzionale di Cuba (in spagnolo: Ejército Constitucional de Cuba) fu l'insieme delle forze armate della Repubblica di Cuba dal 1902 al 1959.

## Storia
L'Ejército Nacional de Cuba fu il principale corpo repressivo dei governi fantoccio filo-statunitensi che si susseguirono alla guida dell'isola caraibica fino al 1959. Venne dissolto nel 1959 in seguito alla vittoria dell'Ejército Rebelde braccio armato del Movimento del 26 luglio guidato da Fidel Castro. In seguito alla vittoria della Rivoluzione cubana nel 1959 tale esercito venne sostituito dalle attuali Forze armate rivoluzionarie cubane.
l'Ejército Nacional rappresentò il principale mezzo della repressione durante la dittatura militare del generale Fulgencio Batista che governò Cuba con il pugno di ferro dal 1952 al 1959 quando il suo regime venne deposto dalle forze rivoluzionarie castriste.

## Armamento
- 8 Marmon Herrington CTMS-1TBI Dutch Three Man
- 24 M3A1 General Stuart
- 7 M4A3 (76) W HVSS General Sherman
- 15 A34 Comet

- 29 Republic Thunderbolt F-47D
- 7 Piper PA-20 Pacer
- 5 Piper PA-18-135 Super Cub
- 8 Lockheed T-33 Shooting Star Land/lease
- 16 Douglas B-26B & C Invader Land/Lease
- 4 Piper PA-22-150 Tri Pacer
- 3 Piper Pa-22-160 Tri Pacer
- 1 Piper PA-23-160 Apache
- 1 Aero Commander 560
- 2 Bell 47G-2
- 1 Douglas TB-26 Land/lease
- 6 De Havilland Beavers DHC-2
- 4 Curtiss Comandos C-46